# Независимость Лондона

Большой Лондон, показаны большинство голосующих во время референдума о выходе Великобритании из ЕС по районам
Покинуть
Остаться

Термин «Независимость Лондона» (англ. London independence, иногда сокращается до Londependence) обозначает убеждённость в пользе полноценной независимости Лондона как города-государства, отдельного от Соединённого Королевства.

## Движение
Статус Лондона в Соединённом Королевстве обсуждается уже несколько лет, существуют призывы к большей автономии, сторонники которой аргументируют свои взгляды тем, что Большой Лондон с его населением более 8 млн человек, с учётом размера его экономики, его роли, многонационального населения и своими уникальными проблемами по сравнению с остальной частью Англии имеет предпосылки для получения большей автономии. Идея превращения Лондона в город-государство обсуждается с 1990-х годов, и вновь появилась во время референдума о независимости Шотландии 2014 года.
Движение за повышение автономии или полный суверенитет получило толчок после референдума о членстве Великобритании в ЕС в 2016 году, по результатам которого Великобритания в целом проголосовала за то, чтобы покинуть Евросоюз (52 %), хотя большинство в Лондоне проголосовало за то, чтобы Великобритания осталась в ЕС (60 %). Это привело к тому, что 180 000 лондонцев ходатайствовали к Садику Хану, мэру Лондона о получении независимости от Великобритании, чтобы остаться в составе ЕС. Сторонники сослались на статус «глобального города» и его демографические и экономические отличия от остальной части Соединённого Королевства, и утверждали, что он должен стать городом-государством, основанным на модели Сингапура, оставаясь членом ЕС.
Спенсер Ливермор из Лейбористской партии заявил, что независимость Лондона «должна быть целью», утверждая, что город-государство Лондон будет иметь ВВП в два раза больше, чем у Сингапура . Журналист Тони Трэверс утверждал, что Хану будет «хорошо в пределах своих прав, чтобы сказать правительству, что Лондон не голосовал за выход из ЕС и то, что мэрия сейчас рассматривает правительство как неблагополучное». Аналитик Кевин Доран отметил, что становление Лондона независимым государством — это не только возможно, но и неизбежно «через 20—30 лет».
После референдума по ЕС Питер Джон, лидер Лейбористской партии Саутуарка, заявил, что это будет «законный вопрос» для Лондона, чтобы рассмотреть своё будущее в Великобритании и Европейском Союзе. В Саутуарке 72 % проголосовали за то, чтобы остаться в ЕС. Джон также сказал, что «Лондон будет 15-м по величине населения в ЕС государством, больше, чем Австрия, Дания и Ирландия».

## Общественное мнение
Два опроса общественного мнения были проведены компании YouGov относительно предпочитетельного для лондонцев конституционного статуса.
| Дата(ы) проведения     | Деятельность в области организации/клиент | Размер выборки | Статус-Кво (Лондонская Ассамблея) | Лондонский Парламент | Об отмене Ассамблеи | Независимость Лондона | Неопределившиеся |
| ---------------------- | ----------------------------------------- | -------------- | --------------------------------- | -------------------- | ------------------- | --------------------- | ---------------- |
| 1—6 июля 2016 года     | YouGov/Evening Standard                   | 1061           | 32 %                              | 23 %                 | 7 %                 | 11 %                  | 28 %             |
| 8—13 октября 2014 года | YouGov/Evening Standard                   |                | 30 %                              | 30 %                 | 6 %                 | 5 %                   | 29 %             |

Другой опрос 2001 человека, проведённый фирмой Censuswide в сентябре 2014 года, показал, что 19,9 % лондонцев хотели бы, чтобы город стал независимым, это поддерживали люди в возрасте 25-34 лет.

## Критика
Идея независимости Лондона была подвергнута критике как нереалистичная. Брайан Грум из Financial Times писал, что «смешно думать о какой-либо нации, которая с радостью машет „до свидания“ своей столице», назвав идею об отделении «фантазией».
Доктор Джеймс Кер-Линдси, старший научный сотрудник Лондонской школы экономики, который специализируется на сепаратистских движениях, заявил в связи с референдумом о независимости Лондона ему «сложно представить, как любое правительство согласится на такое голосование». Он также сказал, что если Лондон сбежал бы без разрешения, он не смог бы вступить в ООН.